# Solieria boreotis
Solieria boreotis là một loài ruồi trong họ Tachinidae.